# Millennium Tower (New York City)
Der Millennium Tower, auch The Park Millennium, ist ein 47-stöckiger Wolkenkratzer mit gemischter Nutzung in Manhattan in New York City, Vereinigte Staaten. Er bildet als höchstes Gebäude zusammen mit den Nachbargebäuden One Lincoln Square und Grand Millennium den von den Millennium Partners errichten Wohnkomplex „Lincoln Square Condo“.

## Lage
Der Millennium Tower befindet sich in Manhattan auf der Upper West Side am Lincoln Square unweit vom Lincoln Center. Er nimmt einen ganzen Stadtblock ein, der vom Broadway im Westen und der Columbus Avenue im Osten sowie von der West 67th Street im Süden und von der West 68th Street im Norden begrenzt wird. Als eines der höchsten Gebäude im Stadtteil ist es von weiteren Wohnhochhäusern umgeben und steht nur einen Block westlich vom Central Park und zwei Blocks nördlich vom Lincoln Center entfernt. Die nächstgelegene Station der New York City Subway ist „66 St Lincoln Center“, die von der Linie  bedient wird.

## Beschreibung
Das Bauwerk wurde von den Architekturbüros Kohn Pedersen Fox und SLCE Architects (Schuman Lichtenstein Claman & Efron) entworfen und von 1992 bis 1994 erbaut. Es ersetzte das im Jahr 1955 errichtete Ansonia Post Office-Gebäude. Auftraggeber war der Eigentümer Millennium Partners. Der etwa 5100 m² große Sockel des Millennium Towers nimmt das gesamte trapezförmige Grundstück ein. Relativ mittig erhebt sich darüber, baulich längs zur Columbus Avenue ausgerichtet, der 166,1 Meter (545 Fuß) hohe rechteckige Wohnturm. Das Bauwerk besitzt eine Fassade aus braunen und orangefarbenen Ziegelstein und der Turm zusätzlich in Teilen eine Glasfassade sowie verglaste Erker.
Der Sockel hat drei Rückstufungen und beherbergt neben Einzelhandel ein Postamt von United States Postal Service und das am Broadway gelegene Multiplex-Kino „AMC Lincoln Square 13“ mit 12 Sälen. Des Weiteren befindet sich im Sockel mit Eingang in der Columbus Avenue der knapp 11.000 m² große Equinox Sports Club New York, der Möglichkeiten für Krafttraining, Gruppenübungsprogramme, Boxen, Fußball, Volleyball bietet sowie zwei Basketballplätze, einen 23 m langen Pool und eine Kletterwand besitzt. Auf dem ersten Absatz umrundet eine dreibahnige Laufstrecke für Jogger die darüber liegenden Gebäudeteile. Auf dem zweiten Absatz befindet sich für die Bewohner eine Freizeitterrasse mit einer Lounge.
Der 166 m hohe Wohnturm besitzt zwei Eingänge mit den Adressen 101 West 67th Street und 111 West 67th Street. Er beherbergt insgesamt 271 Eigentumswohnungen. Der Eingang 101 West 67th Street mit der Bezeichnung „Millennium Tower“ bildet den Zugang zu den Eigentumswohnungen in den oberen Etagen. Die über den Eingang 111 West 67th Street erreichbaren Apartments werden als The Park Millennium bezeichnet und befinden sich in den unteren Etagen. 2020 wurden deren Lobby, Flure und Lifte umfangreich renoviert. An der Columbus Avenue befindet sich am Sockel eine große Wandskulptur mit dem Titel „Dichroic Light Field“ vom Architekten James Carpenter, die aus dünnen Lamellen aus Verbundglas und eloxiertem Aluminium besteht und etwa 60 cm aus der Fassade herausragt.